# Richard Dehmel
Richard Dehmel (Wendisch-Hermsdorf, 18 novembre 1863 – Blankenese, 8 febbraio 1920) è stato un poeta e scrittore tedesco, le cui opere si caratterizzarono per elementi del decadentismo saldati con la poetica simbolista in chiave di panerotismo.

## Biografia

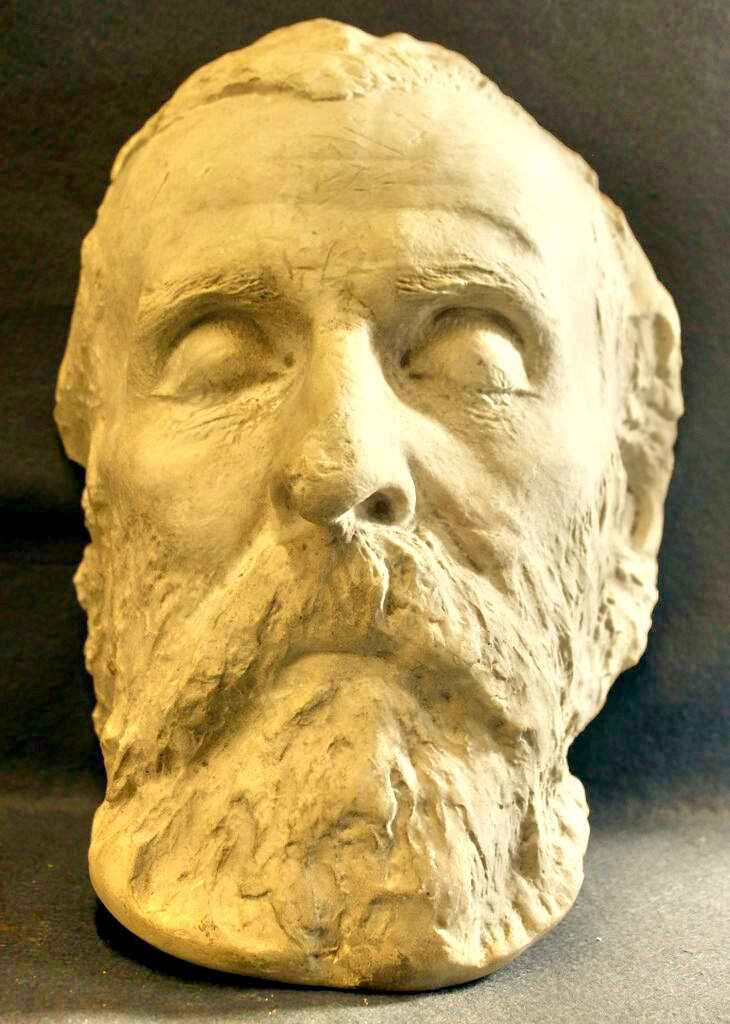
Maschera mortuaria di Richard Dehmel, eseguita da Lüksch Richard

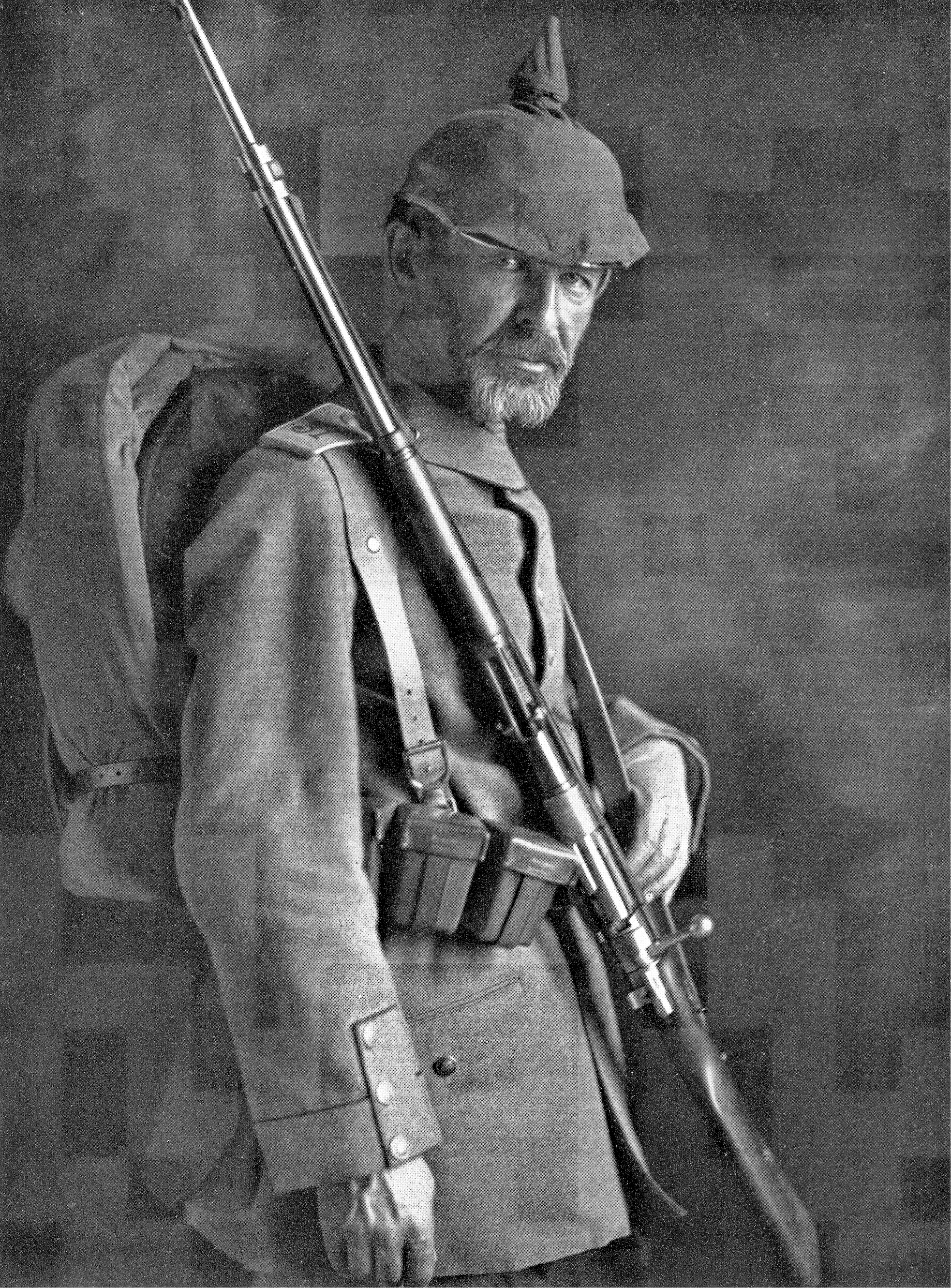
Richard Dehmel, soldato nella prima guerra mondiale

Dehmel terminò la scuola berlinese nel 1882, prima di seguire i corsi universitari di scienze naturali, economia e filosofia presso le facoltà di Lipsia.
Nel 1889 sposò Paula Oppenheimer e negli stessi anni divenne uno scrittore attivo e cofondatore della rivista Pan (1894).
Già le prime raccolte poetiche lo caratterizzarono come un poeta di transizione tra il Naturalismo ed il Simbolismo, aperto agli influssi di Strindberg, Nietzsche e Verlaine.
Con Erlösungen ("Redenzioni") (1891), Aber die Liebe ("Ma l'amore") (1893), Weib und Welt ("Donna e mondo") (1896), il poeta celebrò l'esaltazione degli istinti e l'amore sensuale, tramite una lirica-mistica della lussuria che suscitò molte polemiche, acuite dai toni spesso profetici e dalla miscela di metafisica e materialismo.
Nel 1899, divorziò da Paula e compì lunghi viaggi attraversando l'Europa, insieme a Ida Auerbach, che sposò nel 1901.
In questo periodo il poeta si mise in evidenza con una serie di canti socialisti, scritti a favore delle istanze del proletariato.
Le sue opere più mature, come il romanzo lirico Zwei Menschen ("Due creature umane") (1903) e la rapsodia erotica Die Verwandlungen der Venus ("La metamorfosi di Venere") (1907), non evidenziarono particolari evoluzioni nella scrittura del poeta.
Assieme all'amico Strindberg si impegnò per realizzare un teatro in grado di stabilire una comunicazione diretta e spontanea con il popolo, ma nonostante questi intenti, i suoi drammi non riscossero grande successo. Tra queste opere si ricordano: Der Mitmensch (1897), Michel Michael (1911).
Il 10 aprile 1912 Dehmel prenotò un biglietto per il Titanic, ma probabilmente la partenza ritardata gli fece perdere la nave: lo sfortunato evento gli salvò la vita. Allo scoppio della prima guerra mondiale, Dehmel si arruolò come volontario e combatté fino al 1918.
Due anni dopo morì a causa delle ferite subite durante la guerra.
I suoi poemi meritarono la trasposizione musicale svolta da Richard Strauss, Max Reger, Alexander Zemlinsky, Arnold Schönberg, Anton Webern e Kurt Weill.

## Opere principali
- Erlösungen, poema 1891
- Aber die Liebe, poema 1893
- Weib und Welt, poema 1896
- Zwei Menschen. romanzo, 1903
- Die Verwandlungen der Venus, poema 1907
- Michel Michael, commedia 1911
- Schöne wilde Welt, poema 1913
- Die Menschenfreunde, dramma 1917
- Mein Leben, autobiografia 1922 (postuma)